# Reginald Denny
Reginald Denny (20 de noviembre de 1891 – 16 de junio de 1967) fue un actor teatral, cinematográfico y televisivo de nacionalidad británica que, en su momento, había sido campeón del Reino Unido de boxeo aficionado.

## Carrera interpretativa
Su verdadero nombre era Reginald Leigh Dugmore, y nació en Richmond (Londres), Inglaterra. Descendía de una familia dedicada al teatro, y que había llegado a los Estados Unidos en 1912 para trabajar en la producción Quaker Girl. Su padre era el actor y cantante W. H. Denny. Reginald inició su carrera teatral actuando a los siete años de edad en "The Royal Family", y a los 16 intervenía en "La viuda alegre". Años más tarde entró a formar parte de una compañía de ópera, cantando como barítono y yendo de gira por la India. Tras continuar su carrera teatral en Estados Unidos, se inició en el cine en 1915 con la World Film Company, rodando películas tanto en Estados Unidos como en Gran Bretaña hasta la década de 1960. 
Reginald hizo amistad con el actor John Barrymore, y actuó en una aclamada producción de 1920 de Ricardo III en la que trabajaba Barrymore.
Denny fue un bien conocido actor de cine mudo, y con la llegada del cine sonoro se convirtió en actor de carácter. En sus primeros filmes hizo varios primeros papeles, como fue el caso de Private Lives, y posteriormente trabajó en docenas de películas como actor de reparto, entre ellas The Little Minister (1934, con Katharine Hepburn), Ana Karenina (1935, con Greta Garbo), el film de Alfred Hitchcock Rebecca (1940), y el interpretado por Frank Sinatra Assault on a Queen (1966). Su último papel fue el del Comodoro Schmidlapp en Batman (1966).
Denny también actuó con frecuencia en televisión en las décadas de 1950 y 1960. Su último papel en TV fue en 1966 en Batman (episodios 11 y 12).

## Carrera como aviador
Denny fue observador y artillero en el Real Cuerpo Aéreo durante la Primera Guerra Mundial, y en la década de 1920 trabajó como piloto de acrobacias. En los inicios de la década de 1930 Denny se interesó por los aeroplanos a escala controlados por radio, formando, junto a unos socios, la empresa Reginald Denny Industries, y abriendo en 1934 una tienda de modelos conocida como Reginald Denny Hobby Shops. Denny compró el diseño de un modelo ideado por Walter Righter en 1938, empezando a comercializarlo con el nombre de "Dennyplane", así como un motor que llamó "Dennymite". En 1940, Denny y sus socios ganaron un contrato con el Cuerpo Aéreo del Ejército de los Estados Unidos para fabricar el OQ-2 Radioplane, montando un total de 15.000 de ellos para uso del ejército durante la Segunda Guerra Mundial. Finalmente, en 1952 la compañía fue adquirida por Northrop Corporation, y la tienda de modelos cerró en los años sesenta.

## Fallecimiento
Reginald Denny falleció el 16 de junio de 1967 a causa de un cáncer. Tenía 75 años de edad. Fue enterrado en el Cementerio Forest Lawn Memorial Park de Hollywood Hills, en Los Ángeles, California.

## Filmografía parcial
- Niobe (1915)
- Sherlock Holmes (1922)
- Skinner's Dress Suit (1926)
- One Hysterical Night (Noche loca) (1929)
- Madam Satan (1930)
- A Lady's Morals (1930)
- Those Three French Girls (1930)
- Parlor, Bedroom and Bath (1931)
- Kiki (1931)
- Vidas íntimas / Sólo ella lo sabe (Private Lives, 1931)
- The Barbarian (Una noche en El Cairo) (1933)
- Only Yesterday (Parece que fue ayer) (1933)
- La patrulla perdida (The Lost patrol, 1934)
- The World Moves On (Paz en la tierra) (1934)
- Cautivo del deseo (Of Human Bondage, 1934)
- We're Rich Again (1934)
- The Richest Girl in the World (La venus de oro) (1934)
- El pequeño ministro (The Little Minister, 1934)
- No más mujeres (No More Ladies, 1935)
- Ana Karenina (1935)
- Remember Last Night? (¿Recuerdas lo de anoche?) (1935)
- Romeo y Julieta (1936)
- More Than a Secretary (Escuela de secretarias) (1936)
- Jungle Menace (1937, serial)
- Four Men and a Prayer (1938)
- Rebecca (1940)
- Seven Sinners (De isla en isla) (1940)
- Captains of the Clouds (1942)
- Sherlock Homes y la voz del terror (Sherlock Holmes and the Voice of Terror, 1942)
- Eyes in the Night (1942)
- Thunder Birds (1942)
- Cartas a mi amada (Love Letters, 1945)
- The Locket (La huella de un recuerdo) (1946)
- My Favorite Brunette (1947)
- The Macomber Affair (Pasión en la selva) (1947)
- Escape Me never (1947)
- La vida secreta de Walter Mitty (The Secret Life of Walter Mitty, 1947)
- Cita en Nochebuena (Christmas Eve, 1947)
- Mr. Blandings Builds His Dream House (Los Blanding ya tienen casa) (1948)
- Abbott and Costello Meet Dr. Jekyll and Mr. Hyde (1953)
- The Donald O'Connor Show (NBC), 1955)
- La ingenua explosiva / La tigresa del Oeste (Cat Ballou, 1965)
- Assault on a Queen (1966)
- Batman (1966)